# Α顆粒
α顆粒（アルファかりゅう、英: alpha granule, α-granule）は、血小板の細胞成分の一つである。血小板にはα顆粒、濃染顆粒、リソソームの3種の放出顆粒が存在する。この内α顆粒が最も多く、放出顆粒の50％～80％を占める。α顆粒には数種の成長因子が含まれている。

## 成分
α顆粒中には、インスリン様成長因子1、血小板由来成長因子、TGF-β、血小板第4因子（ヘパリン結合ケモカインの一つ）、その他の凝固蛋白質（トロンボスポンジン、フィブロネクチン、第V因子、ヴォン・ヴィレブランド因子等）が含まれる。 
α顆粒は接着分子P-セレクチンとCD63を発現しており、これらは合成後に膜に移行する。 

## 臨床的意義
α顆粒の欠損は灰色血小板症候群として知られている。